# Pekania pennanti
Pékan, Martre pêcheuse, Martre de Pennant
Espèce
Synonymes
- Martes pennanti

Statut de conservation UICN

 LC  : Préoccupation mineure
Pekania pennanti, le Pékan, la Martre pêcheuse ou encore la Martre de Pennant, est une espèce nord-américaine de petits mammifères carnivores de la famille des Mustélidés.

## Description
Les mâles mesurent de 90 à 120 cm et pèsent de 3,5 à 6 kg. Les femelles mesurent de 75 à 95 cm et pèsent de 2 à 2,5 kg. Chez les deux sexes, la queue mesure de 37 à 41 cm.
La fourrure du Pékan change selon les saisons. En hiver, la fourrure est dense et brillante. En été, elle s'éclaircit considérablement. Les Pékans muent à la fin de l'été.

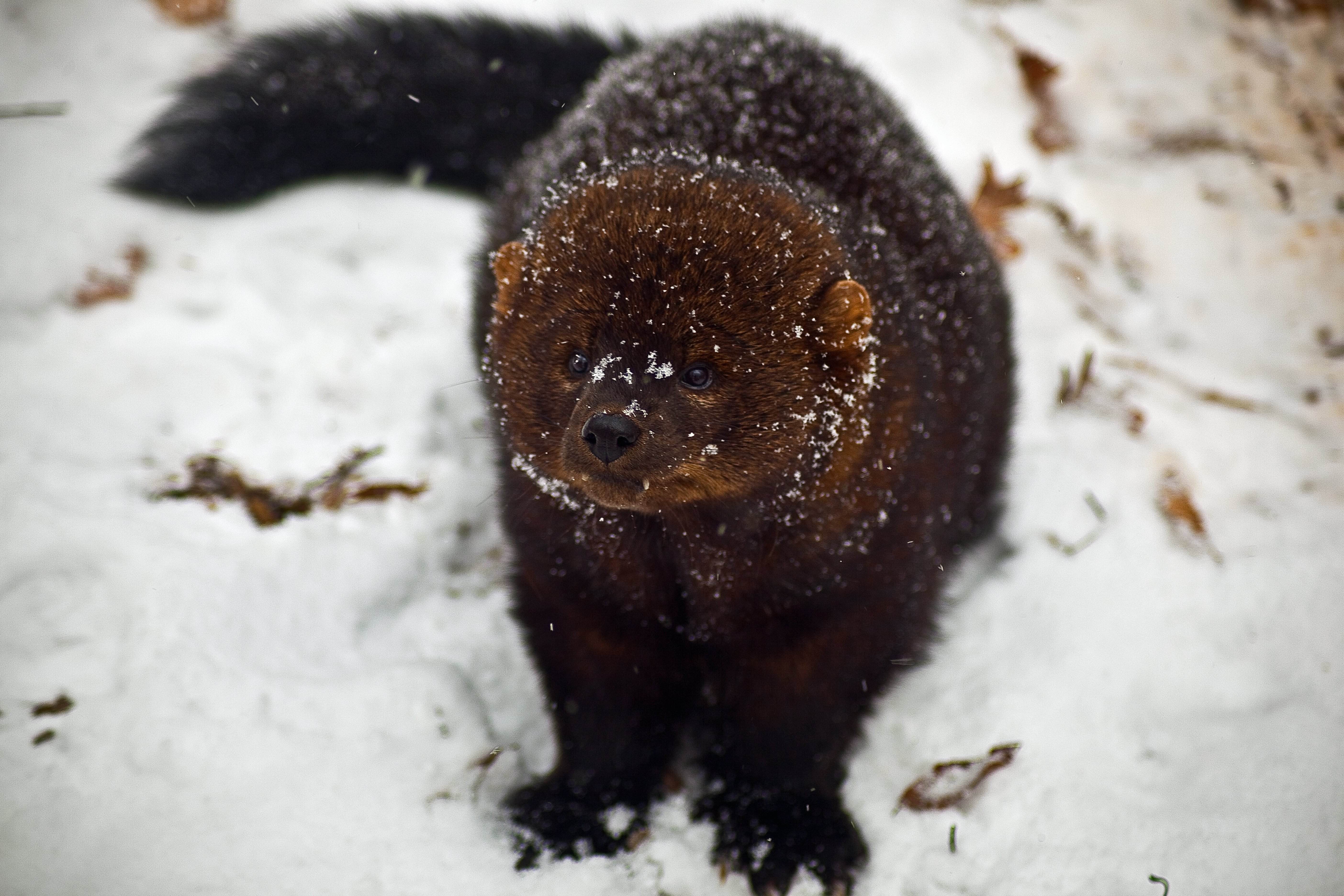
Vue de face d'un Pékan en manteau d'hiver.
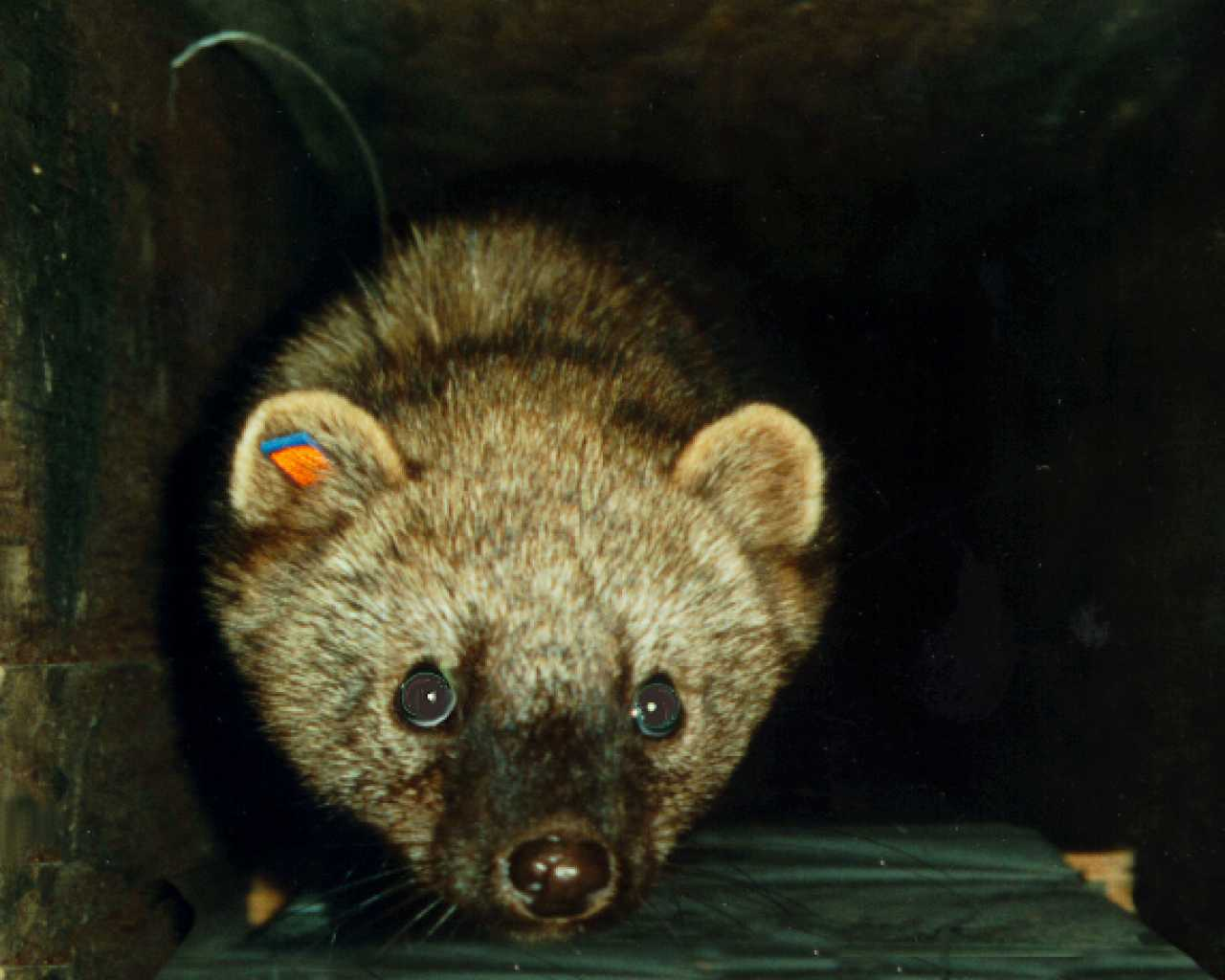
Tête de face.
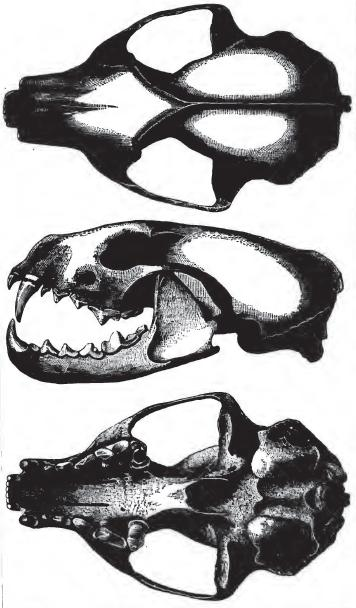
Boîte crânienne vue sous différents angles.

## Répartition

Répartition actuelle
Répartition historique

Les pékans se retrouvent dans toutes les provinces et territoires du Canada (hormis à Terre-Neuve-et-Labrador et à l'Île-du-Prince-Édouard) ainsi que dans le Nord-Est et l'Ouest des États-Unis.

## Écologie et comportement

### Reproduction
Le mâle atteint sa maturité sexuelle à un an et la femelle à deux ans. La gestation dure environ 350 jours, et la femelle donne naissance à une portée de un à six petits,.
À l'état sauvage, le Pékan peut vivre 10 ans. En captivité, il peut atteindre 15 ans.

### Régime alimentaire
Le Pékan se nourrit entre autres de petits mammifères (souris, campagnols…) mais, le plus souvent, il aime consommer de plus grosses proies comme des écureuils, des lièvres et même des martres d'Amérique. Le Pékan a parfois des tendances charognardes. Il aime également les porcs-épics, dont il est pratiquement le seul prédateur (il l'attaque dans les arbres, jusqu'à ce que le rongeur tombe de fatigue). Le Pékan peut aussi attaquer des animaux domestiques en liberté, comme les chats considérés comme des compétiteurs dans la chasse aux petits rongeurs.

### Prédateurs
Le grand-duc, le lynx et l’ours noir. L'Homme peut parfois devenir prédateur, car le Pékan est piégé pour sa fourrure.

## Dénominations
En français, cette martre est appelée Pékan,,,, parfois orthographié pécan, Martre pêcheuse (France), Martre de Pennant,, (en l'honneur du naturaliste britannique Thomas Pennant qui l'a décrite pour la première fois en 1771) et plus rarement Martre de pékan.

## Classification
L'espèce a été décrite pour la première fois en 1777 par le naturaliste allemand Johann Christian Erxleben (1744-1777).

### Liste des sous-espèces
Selon Mammal Species of the World (version 3, 2005)  (2 septembre 2013) et Catalogue of Life (2 septembre 2013) :
- sous-espèce Martes pennanti columbiana Goldman, 1935
- sous-espèce Martes pennanti pacifica Rhoads, 1898
- sous-espèce Martes pennanti pennanti (Erxleben, 1777)